# Le Mesnil-Conteville
Le Mesnil-Conteville ist eine französische Gemeinde mit 69 Einwohnern (Stand 1. Januar 2022) im Département Oise in der Region Hauts-de-France. Die Gemeinde liegt im Arrondissement Beauvais und ist Teil der Communauté de communes de la Picardie Verte und des Kantons Grandvilliers.

## Geographie
Die Gemeinde liegt rund zehn Kilometer östlich von Grandvilliers und rund zehn Kilometer nördlich von Crèvecœur-le-Grand oberhalb eines Trockentals, das zur Selle, einem linken Zufluss der Somme, führt.

## Geschichte
Die Pfarrei unterstand dem Kapitel der Kathedrale von Amiens, während die Gemeinde dem Marquisat von Crèvecœur-le-Grand huldigte.

## Einwohner
| 1962 | 1968 | 1975 | 1982 | 1990 | 1999 | 2006 | 2011 |
| ---- | ---- | ---- | ---- | ---- | ---- | ---- | ---- |
| 116  | 119  | 109  | 104  | 86   | 83   | 103  | 104  |

## Sehenswürdigkeiten
- Kirche Saint-Éloi aus dem 16. Jahrhundert
- verziertes Bauernhaus gegenüber der Kirche

## Persönlichkeiten
- François Cavé (1794–1875), Industrieller und Erfinder, hier geboren